# Svenska Akademiens ordbok
Svenska Akademiens ordbok (ursprunglig titel Ordbok öfver svenska språket), förkortat SAOB, är ett historiskt uppslagsverk över det svenska språket som ges ut av Svenska Akademien. Det är det största uppslagsverk som har givits ut i Norden.
Svenska Akademiens ordbok bör ej förväxlas med Svenska Akademiens ordlista (SAOL) eller med den år 2009 utgivna Svensk ordbok utgiven av Svenska Akademien (SO).

## Historia

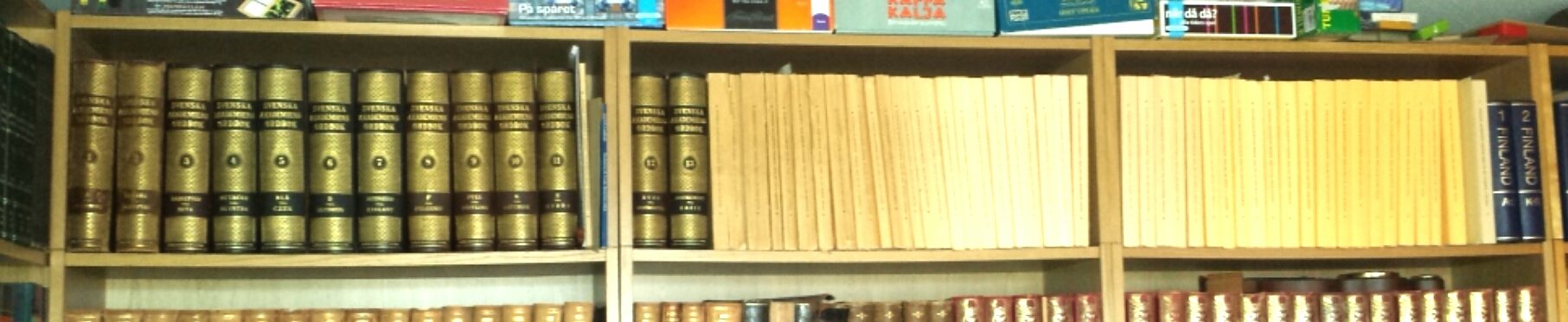
En komplett uppsättning av Svenska Akademiens ordbok, så långt som fanns publicerat i slutet av 2014. Notera att majoriteten av volymerna är oinbundna i detta exemplar.

I och med inrättandet av Svenska Akademien 1786 fastställdes i dess stadgar att en svensk ordbok skulle utarbetas. Med vissa avbrott har arbetet pågått sedan dess. Anders Fredrik Dalin utarbetade på akademiens uppdrag ett förberedande utkast till en svensk ordbok, en så kallad ordboksstomme åren 1852–1867. Efter att det nuvarande arbetet återupptogs på 1880-talet, kom denna stomme sedan att ligga till grund för det första bandet, vars första häfte utkom 1893. 
Svenska Akademiens ordbok färdigställdes under hösten 2023. Ordbokens sista uppslagsord är öxla. Totalt innehåller verket 511 960 uppslagsord.

### Finansiering
Arbetet med ordboken har främst finansierats med intäkterna från tidningen Post- och Inrikes Tidningar. I början av 2000-talet beslöts att ordboken skulle vara färdigställd år 2017, bland annat då villkoren för tidningen förändrats och dess största fasta publiceringskund, Patent- och registreringsverket, börjat övergå till ren digital direktpublicering av sina poster på Internet. Efter viss fördröjning utgavs det sista bandet 2023.
Under hösten 2021 meddelade Svenska Akademien att den övervägde att dra in finansieringen till SAOB efter att det sista bandet var utgivet. Allt sedan Post- och Inrikes Tidningar lade ner 2006, och dess intäkter gått förlorade, hade nämligen Akademiens ekonomiska resurser för ordboken minskat. SAOB:s ordboksredaktion hade planerat en omfattande revidering av ordboken som skulle innebära att bland annat moderna ord och betydelser fördes in i ordboken, men denna skulle utebli om finansieringen drogs in. Detta övervägande ledde till debatt i både Dagens Nyheter och Svenska Dagbladet, där bland annat 221 språkforskare uppmanade Akademien och kulturminister Jeanette Gustafsdotter att hitta en finansiell lösning. I en debattartikel i Dagens Nyheter replikerade Akademiens ständige sekreterare Mats Malm att man söker andra finansiärer.
I mars 2022 meddelade Svenska Akademien att SAOB från och med år 2024 kommer att inleda ett arbete med en uppdaterad version av ordboken finansierat av Helge Ax:son Johnsons Stiftelse, Svenska litteratursällskapet i Finland, Kungliga Vitterhetsakademien och Riksbankens Jubileumsfond.

### Digitalisering
SAOB finns sedan maj 1997 att tillgå gratis via Internet genom Göteborgs universitet och Institutionen för svenska språket, som genom projektet O.S.A. sedan 1983 har arbetat med att överföra de tryckta verken till digitalt format genom bildläsning och optisk teckenigenkänning.
Under 2011 inleddes arbetet med att läsa in alla SAOB:s band till nytt digitalt format, vilket lett till att all text nu är teckenrätt och möjlig att citera direkt från nätet.

### Uppdatering
Efter ordbokens färdigställande planeras en omfattande revidering och uppdatering av tidigare publicerade ordboksartiklar. Eftersom SAOB:s ordboksartiklar har publicerats kontinuerligt under över 100 år och inte har uppdaterats under tiden är ordboksmaterialet i behov av korrigeringar och uppdateringar. Till exempel saknas många moderna ord som allergi, astronaut och kärnkraft i ordboken, och vissa ord har förlegade definitioner. Till exempel anges under uppslaget bäver att djuret är utrotat i Sverige, och kognition anges vara ett utdött ord med betydelsen ”kunskap” eller ”efterforskning”. Ord som atom eller cell skrevs runt år 1900 med dåtidens forskning som bakgrund. Från och med år 2024 ska dessa uppdateringar som endast kommer att publiceras digitalt genomföras. Dessutom ska ordboken överlag få en ökad digital tillgänglighet. Svenska Akademien räknar med revideringen ska ta högst 10 år.

## Innehåll
Verket omfattar svenska språket sedan 1521 (Gustav I:s registratur), alltså inte enbart de ord som tillhörde det levande språket vid tiden för ett häftes utgivning. 
Eftersom artiklarna i SAOB har publicerats sedan 1893 innehåller många av dem ålderstigen information vad beträffar uppslagsordens användning och ordboken bör därför användas med försiktighet som referens till nutidsspråket, särskilt avseende ord som börjar på bokstäver i början av alfabetet. Ordens etymologi (ursprung) förändras emellertid inte med tiden om inte ny forskning kommit fram till annat sedan artikeln publicerades. 
Artiklarna är inte endast etymologiska utan ger också många exempel på hur ett ord eller stående uttryck har använts, och hur dess bruk eller stilnivå förändrats, genom citat, så kallade språkprover eller excerpter (utdrag ur texter). 
En annan aspekt är att stavningen av förstaformen inte ens behöver avspegla vad som var vanligt när artikeln skrevs. Exempelvis stavas i vissa delar alla former av "verk" som "värk", oavsett betydelse.
Följande kategorier av ord medtas i regel inte i SAOB: personnamn, ortnamn, renodlade facktermer, dialektord, samt främmande ord som saknar svensk böjning.

## Band
| Band    | Innehåll            | Utgivningsår |
| ------- | ------------------- | ------------ |
| Band 1  | A–ANLÖPNING         | 1898         |
| Band 2  | ANMANA–BARHUFVAD    | 1903         |
| Band 3  | BARHUFVUD–BETA      | 1906         |
| Band 4  | BETACKA–BLYSTRA     | 1916         |
| Band 5  | BLÅ–CZEK            | 1925         |
| Band 6  | D–DISTINGERA        | 1916         |
| Band 7  | DISTINGERAD–EXULANT | 1923         |
| Band 8  | F–FULGURIT          | 1926         |
| Band 9  | FULL–FÖTTLING       | 1928         |
| Band 10 | G–GÖTTNISK          | 1929         |
| Band 11 | H–HYDDA             | 1932         |
| Band 12 | HYDE–INSTRUKTÖR     | 1933         |
| Band 13 | INSTRUMENT–KAZIK    | 1935         |
| Band 14 | KED–KRALLA          | 1937         |
| Band 15 | KRAM–LEUTERERA      | 1939         |
| Band 16 | LEV–MARKGÄLD        | 1942         |
| Band 17 | MARKIS–MÖTE         | 1945         |
| Band 18 | N–OKÖRD             | 1949         |
| Band 19 | OL–PEPTON           | 1952         |
| Band 20 | PER–PRÄSTINNA       | 1954         |
| Band 21 | PRÖJS–REM           | 1957         |
| Band 22 | REMANENS–RULT       | 1959         |
| Band 23 | RULTA–RÖXNA         | 1962         |
| Band 24 | S–SEGMENTERA        | 1965         |
| Band 25 | SEGMENTÄR–SKALLRA   | 1969         |
| Band 26 | SKALLRIG–SKRÄPIG    | 1973         |
| Band 27 | SKRÄPP–SLUV         | 1977         |
| Band 28 | SLUVRA–SOLANIN      | 1981         |
| Band 29 | SOLAR–SPÅNTA        | 1985         |
| Band 30 | SPÅR–STOCKNA        | 1989         |
| Band 31 | STOD–STÅ            | 1993         |
| Band 32 | STÅ AN–SVÄPA        | 1999         |
| Band 33 | SVÄR–TALKUMERA      | 2002         |
| Band 34 | TALL–TOJS           | 2005         |
| Band 35 | TOK–TYNA            | 2009         |
| Band 36 | TYNGA–UTSUDDA       | 2012         |
| Band 37 | UTSUG–VRETA         | 2017         |
| Band 38 | VRETT–ÅVÄXT         | 2021         |
| Band 39 | Ä–ÖXLA              | 2023         |

## Ordbokschefer
- Theodor Wisén 1884–1892
- Knut Fredrik Söderwall 1892–1912
- Esaias Tegnér den yngre 1913–1919
- Ebbe Tuneld 1920–1940 (1942)
- Pelle Holm (1940) 1942–1957
- Sven Ekbo 1957–1978
- Anders Sundqvist 1978–1979
- Hans Jonsson 1979–1993
- Lars Svensson 1993–1999
- Anki (tidigare Ann-Christin) Mattisson 1999–2015
- Marianne Gellwar (tillförordnad) 31 augusti 2015–11 oktober 2015
- Christian Mattsson[10] 2015–

## Galleri

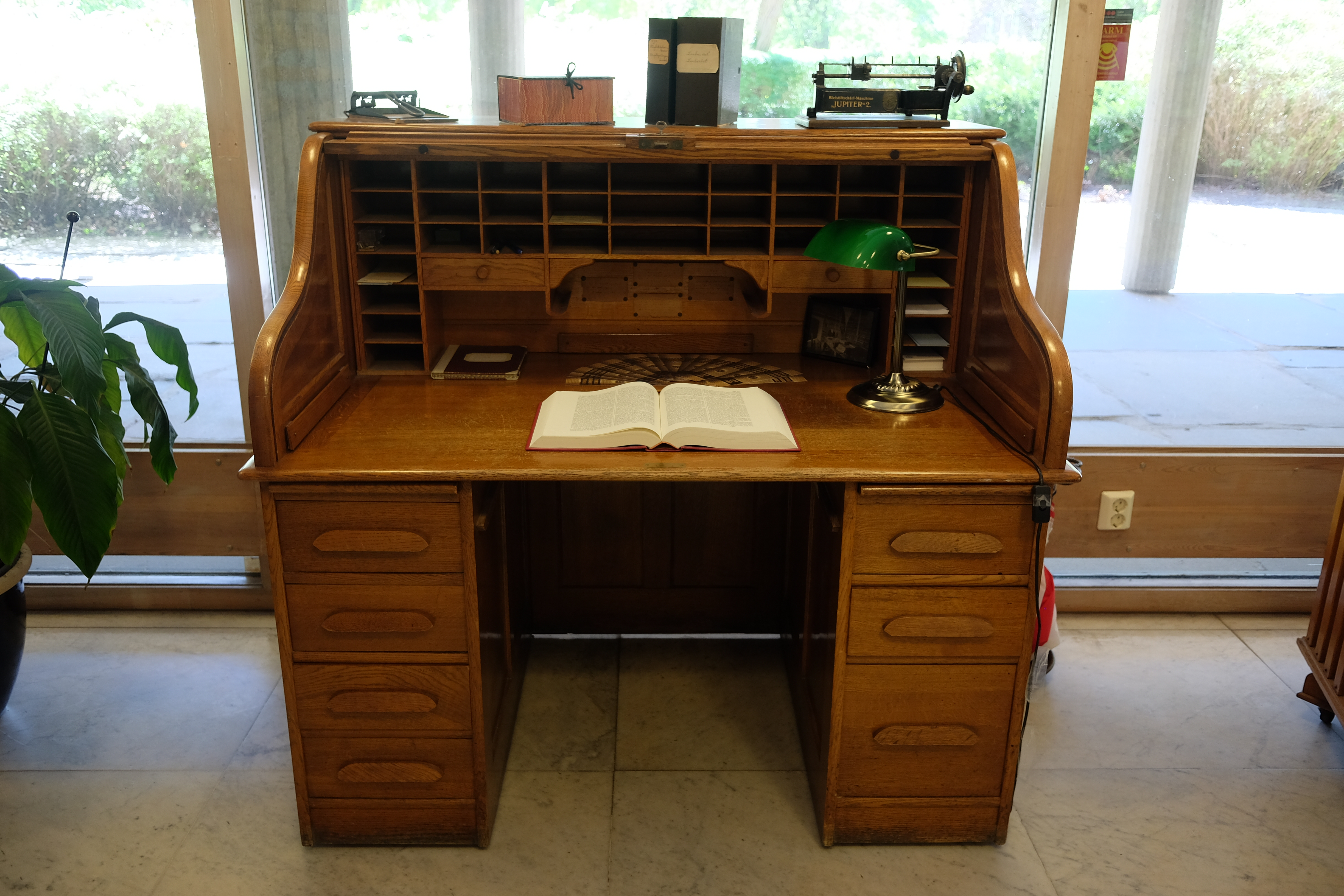
Äldre arbetsbord, specialkonstruerat för ordboksarbetet.
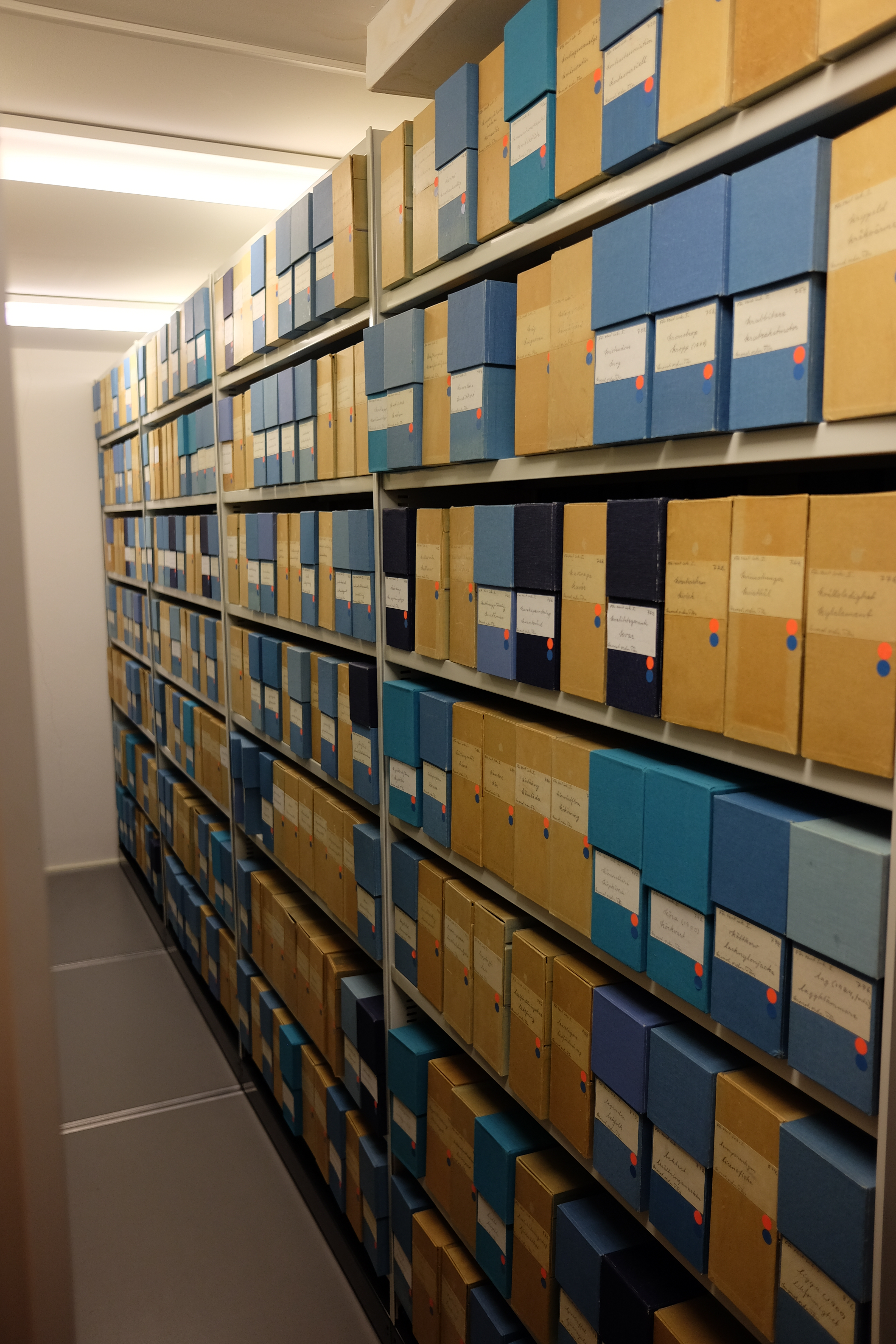
Del av samlingen excerpter i arkivet.
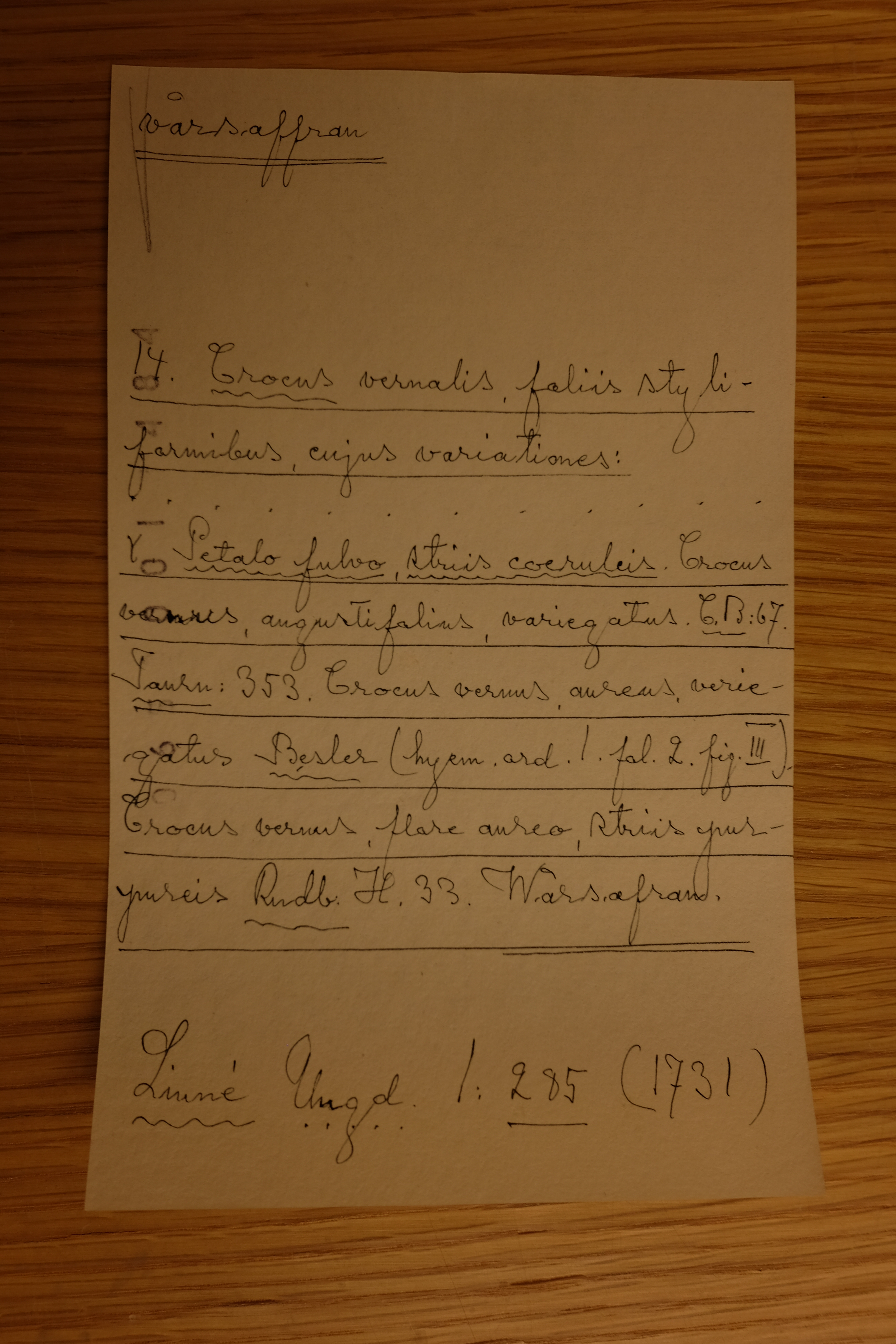
Lapp, textprov.
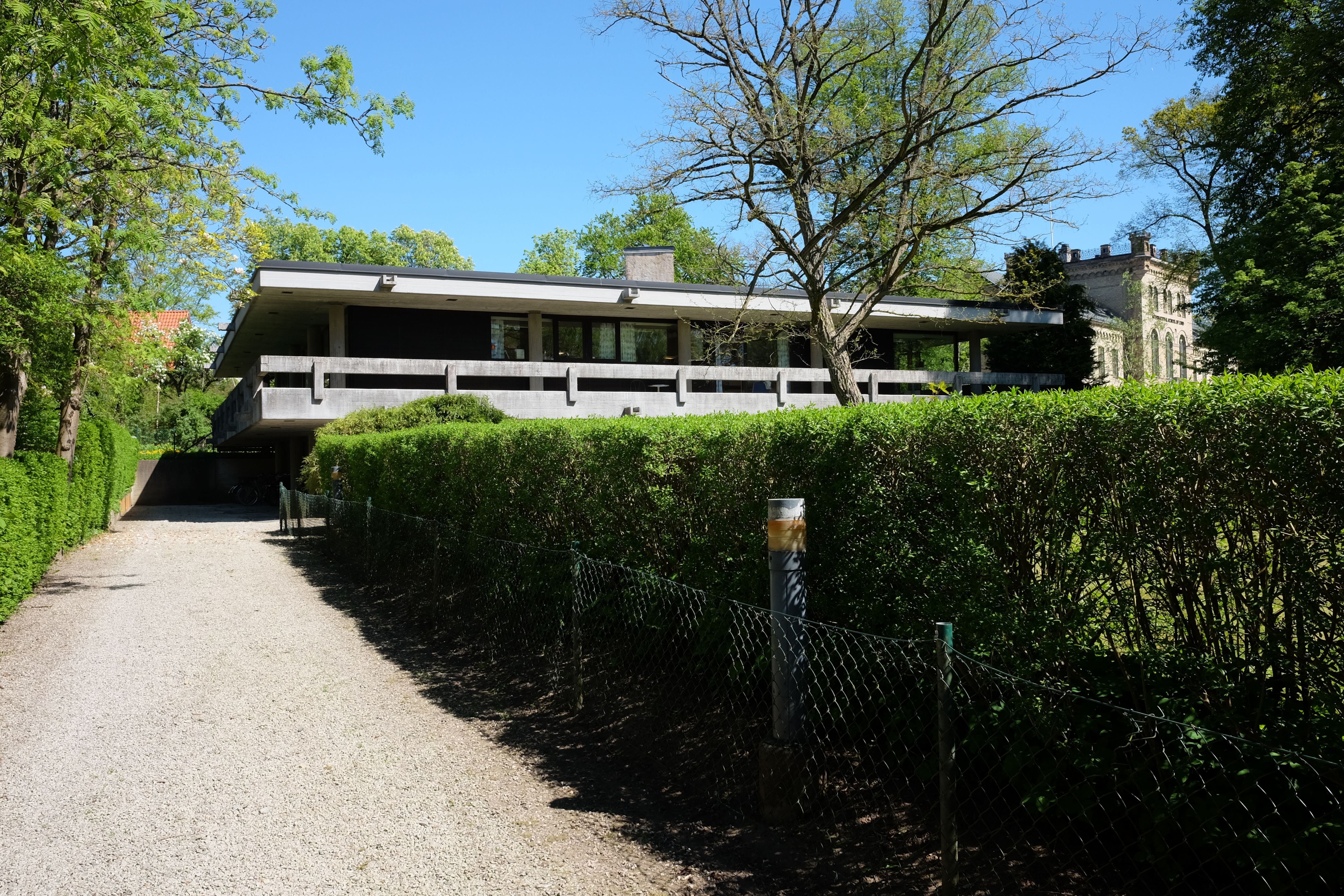
Exteriör, redaktionens hus.